# Мелик-Пашаев, Врам Самсонович
Врам Самсонович Мелик-Пашаев (8 [21] августа 1909, Баку — 14 мая 1994, Москва) — советский геолог, хозяйственный, государственный и политический деятель.

## Биография
Родился в 1909 году в Баку.
С 1927 года — на хозяйственной, общественной и политической работе. В 1927—1994 гг. — на нефтяных промыслах в Балаханах, главный геолог крупного нефтедобывающего треста на острове Артём, главный геолог и заместитель начальника Азнефтекомбината, главный геолог специализированного объединения «Азморнефть», членом бюро Научного совета по проблемам разработки нефтяных месторождений АН СССР, старший научный сотрудник Всесоюзного нефтегазового научно-исследовательского института.
За исследование и освоение новых нефтеносных месторождений в составе коллектива удостоен Сталинской премии второй степени 1943 года. За открытие и освоение морских нефтяных месторождений в составе коллектива удостоен Сталинской премии первой степени 1951 года.
Скончался в 1994 году в Москве. Похоронен на Армянском кладбище.

## Членство в организациях
- КПСС.